# Långlandet (vid Aspö, Korpo)
Långlandet är en ö i Finland. Den ligger i Skärgårdshavet och i kommunen Pargas i den ekonomiska regionen  Åboland i landskapet Egentliga Finland, i den sydvästra delen av landet. Ön ligger omkring 70 kilometer sydväst om Åbo och omkring 190 kilometer väster om Helsingfors.
Öns area är 23,4 hektar och dess största längd är 1,3 kilometer i nord-sydlig riktning. Ön höjer sig omkring 15 meter över havsytan.